# Roccapietra
Roccapietra è una frazione di 646 abitanti del comune di Varallo (VC), fino al 1927 comune autonomo (fino a qualche tempo fa il CAP era diverso da quello del capoluogo comunale: 13010).
L'abitato si sviluppa sulla strada provinciale 8, alla confluenza del torrente Pascone con il Sesia, in una piana dominata da alture isolate, come il monte Castello e il poggio Pianale.
Il centro storico è caratterizzato da strade strette ed edifici piuttosto bassi, alcuni dei quali mantengono elementi tipici dell'architettura valsesiana. Lo sviluppo urbanistico più recente è avvenuto nell'area pianeggiante verso il fiume Sesia.
Un tempo Roccapietra era nota per le sue cave di granito e per quelle di marmo verde di Cilimo (piccola frazione), ora non più attive. Attualmente è sede di un'importante zona industriale, situata a sud-ovest dell'abitato, in prossimità del fiume Sesia.
È presente anche la stazione ferroviaria della linea Novara-Varallo, operativa in passato e attualmente dismessa; l'8 giugno del 1908 fu teatro di un grave incidente ferroviario nel quale persero la vita 4 persone e ne restarono ferite 68.

## Storia

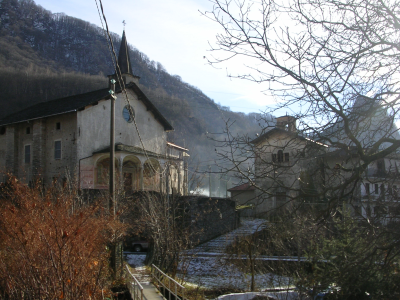
La chiesa di San Martino.

Dopo la sconfitta dei Longobardi ad opera di Carlo Magno nel 774 i territori della Valsesia passarono alla marca di Ivrea e quindi alla diocesi di Vercelli. Roccapietra, all'epoca conosciuta come "Rocca di Uberto", appartenuta ai possessi dei conti di Stazzona (Angera) passò alla diocesi di Novara.
In occasione della cacciata dei conti di Biandrate nel 1374 furono distrutti i loro castelli, tra cui quello di Roccapietra, che entrò anch'essa a far parte dell'Università o "Comunità generale" della Valsesia. Passata la Valsesia sotto il ducato di Milano, agli inizi del XV secolo fu ceduta in possesso ai Barbavara, che provvidero alla ricostruzione del castello di Roccapietra.

## I castelli
Sulla cima rocciosa, che domina da nord l'abitato sorge il castello di Santo Stefano, edificato dai Conti di Biandrate nella prima metà dell'XI secolo: per la conformazione aspra della cima sulla quale sorgeva è probabile che fosse impostato su vari livelli, forse tre, collegati da rampe o scale. Distrutto nel corso della ribellione dei valsesiani nel 1374 fu riedificato nel 1402 da Francesco Barbavara, che aveva ricevuto in feudo la Valsesia da Gian Galeazzo Visconti. Il castello fu distrutto per la seconda volta con la nuova cacciata di questa famiglia nel 1415. Attualmente restano visibili alcuni ruderi, tra cui un portale, un tratto di muro con feritoie, una piccola cappella absidata e una cisterna.
Intorno ai ruderi sono sorte numerose leggende popolari.
Un altro castello, il più antico, è quello edificato poco sopra il lago di Sant' Agostino tra il monte Pianale ed il poggio Cerei. È noto come Castello di Arian e ne rimangono solo pochi resti (la cisterna,  tracce di mura e della strada che scendeva a valle ed un pozzo che dal piano del lago forniva acqua al castello per mezzo di un cunicolo. I ruderi sono di incerta datazione e attribuzione.

## La cappella della Madonna di Loreto

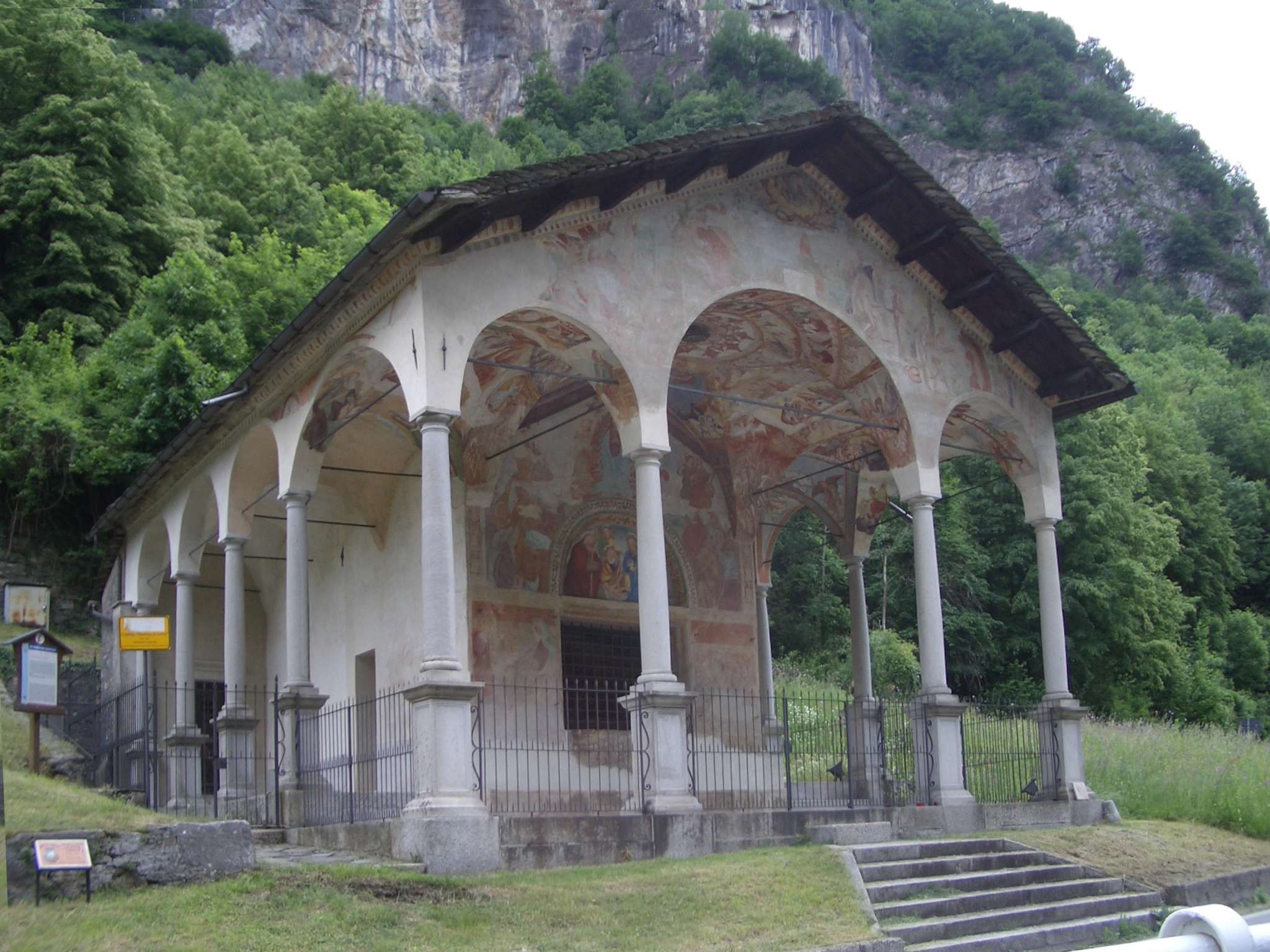
La cappella della Madonna di Loreto, Roccapietra, frazione di Varallo

Particolare interesse riveste la Cappella della Madonna di Loreto, fondata a metà strada tra la frazione e l'abitato di Varallo, tappa importante sulla strada per il Sacro Monte. L'elegante loggiato rinascimentale che circonda il nucleo antico della cappella, che imita la Santa Casa, e l'apparato decorativo dipinto e scolpito che la caratterizza sono stati riferiti a Gaudenzio Ferrari, e furono eseguiti tra il 1514 ed il 1521.

## Il lago di Sant'Agostino

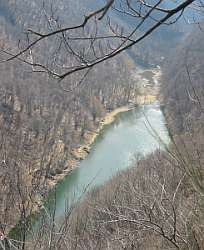
Il lago di Sant'Agostino.

Questo laghetto, facilmente raggiungibile a piedi da Roccapietra, si trova in una piccola conca a ridosso della montagna che domina il paese sul lato sud-est. Ha una lunghezza di circa 300 metri, una larghezza di circa 50 metri ed una profondità tra i 3 ed i 5 metri; non sono visibili né immissario, né emissario. Sulla sponda orientale del lago, quasi a fior d'acqua, si scorge ancor oggi l'apertura del pozzo che somministrava l'acqua al castello di Arian.
Anche sul lago sono nate leggende come quella che ritiene sia un ritrovo di streghe e spiriti folletti o quella del tesoro collocato in una botte sul fondo del pozzo. Ma il motivo che lo rende più noto è l'insediamento di un'enorme quantità di rospi nelle sue sponde, nel periodo compreso, secondo la tradizione popolare, tra la Domenica delle Palme ed il Venerdì Santo.
In realtà quello che avviene all'inizio della primavera sulle rive di questo laghetto è il ritrovo dei rospi provenienti dalle aree circostanti per la riproduzione. Si tratta di una specie di migrazione, in scala ridotta, verso le zone umide adatte all'accoppiamento ed al deposito delle uova e così, provenendo dai boschi circostanti, si accalcano sulle rive e nelle acque del lago. La data dell'accoppiamento dipende dall'avanzamento della stagione e dura per circa quindici giorni; successivamente i rospi tornano ai loro luoghi d'origine lasciando le uova nelle acque del lago dove si schiuderanno e nasceranno i girini.

## Galleria d'immagini

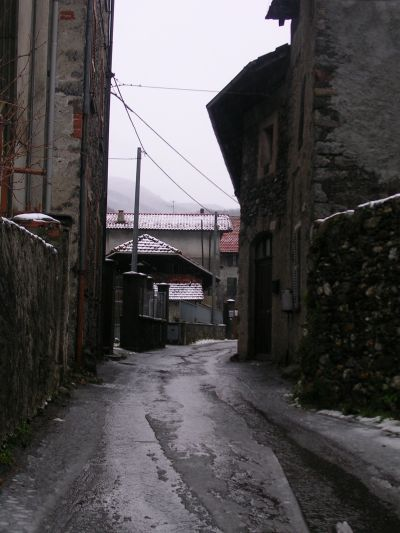
Lo scorcio di una via della frazione.
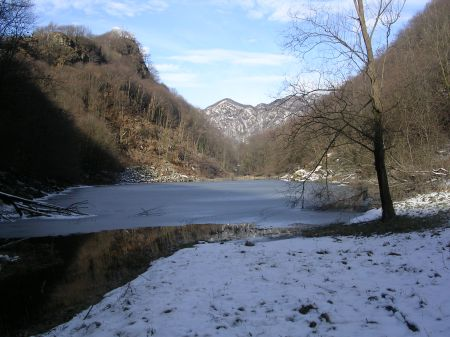
Particolare del lago di Sant'Agostino.
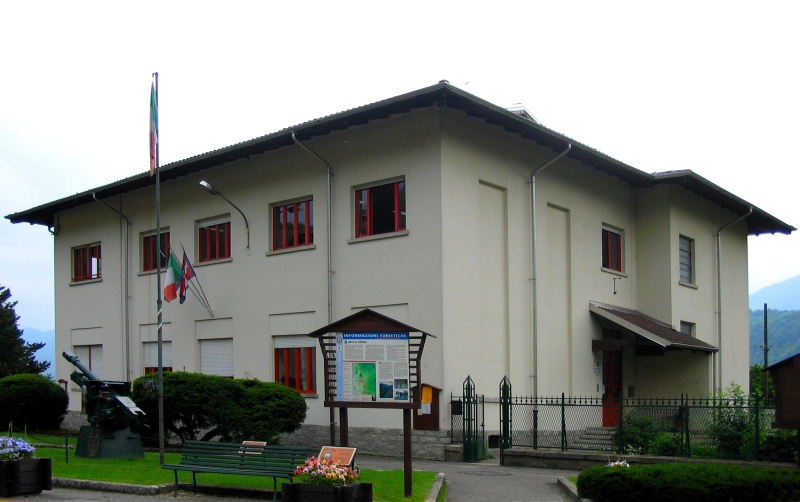
La scuola elementare-materna
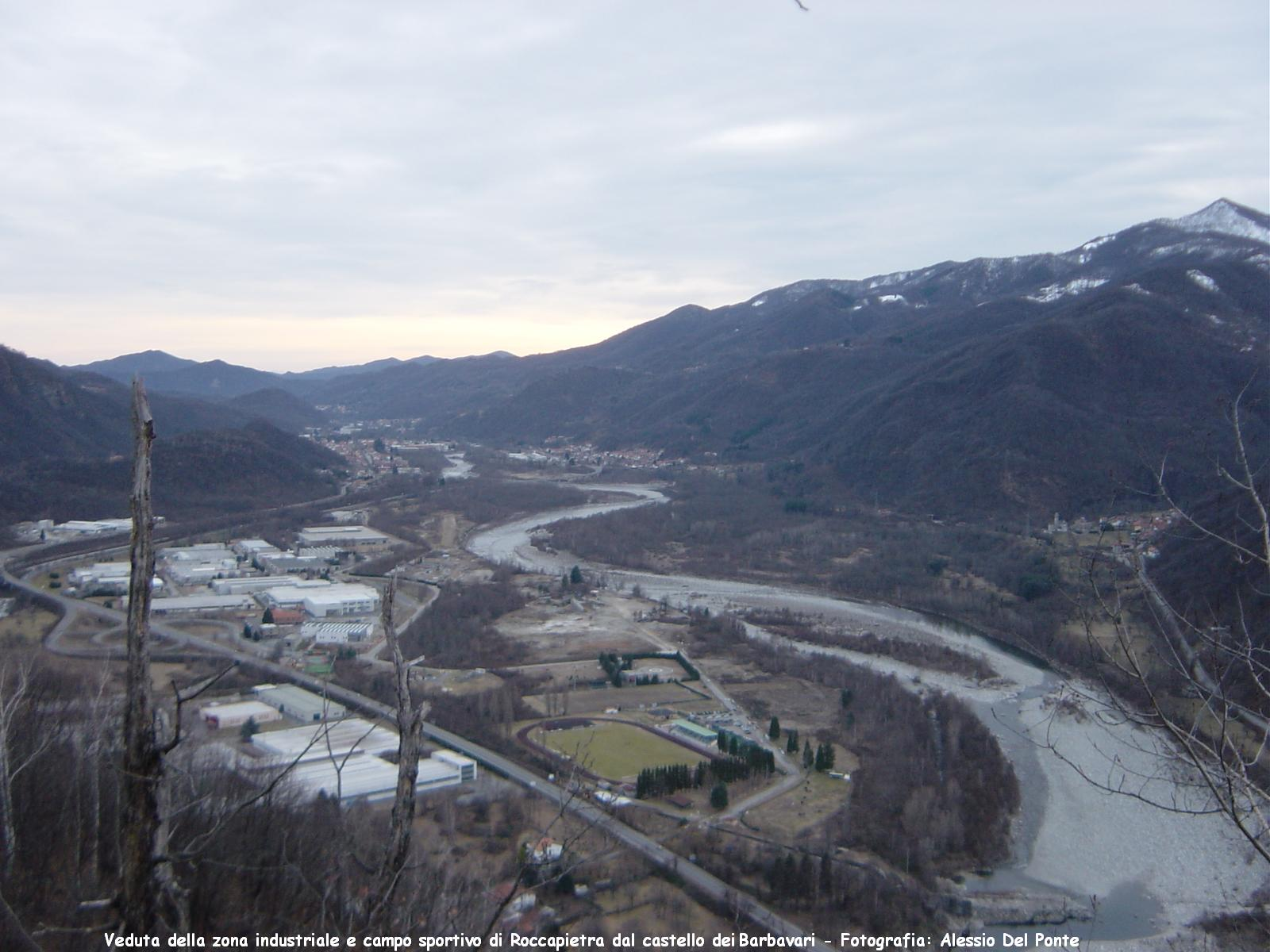
Veduta della zona industriale e del fiume Sesia dal castello dei Barbavari
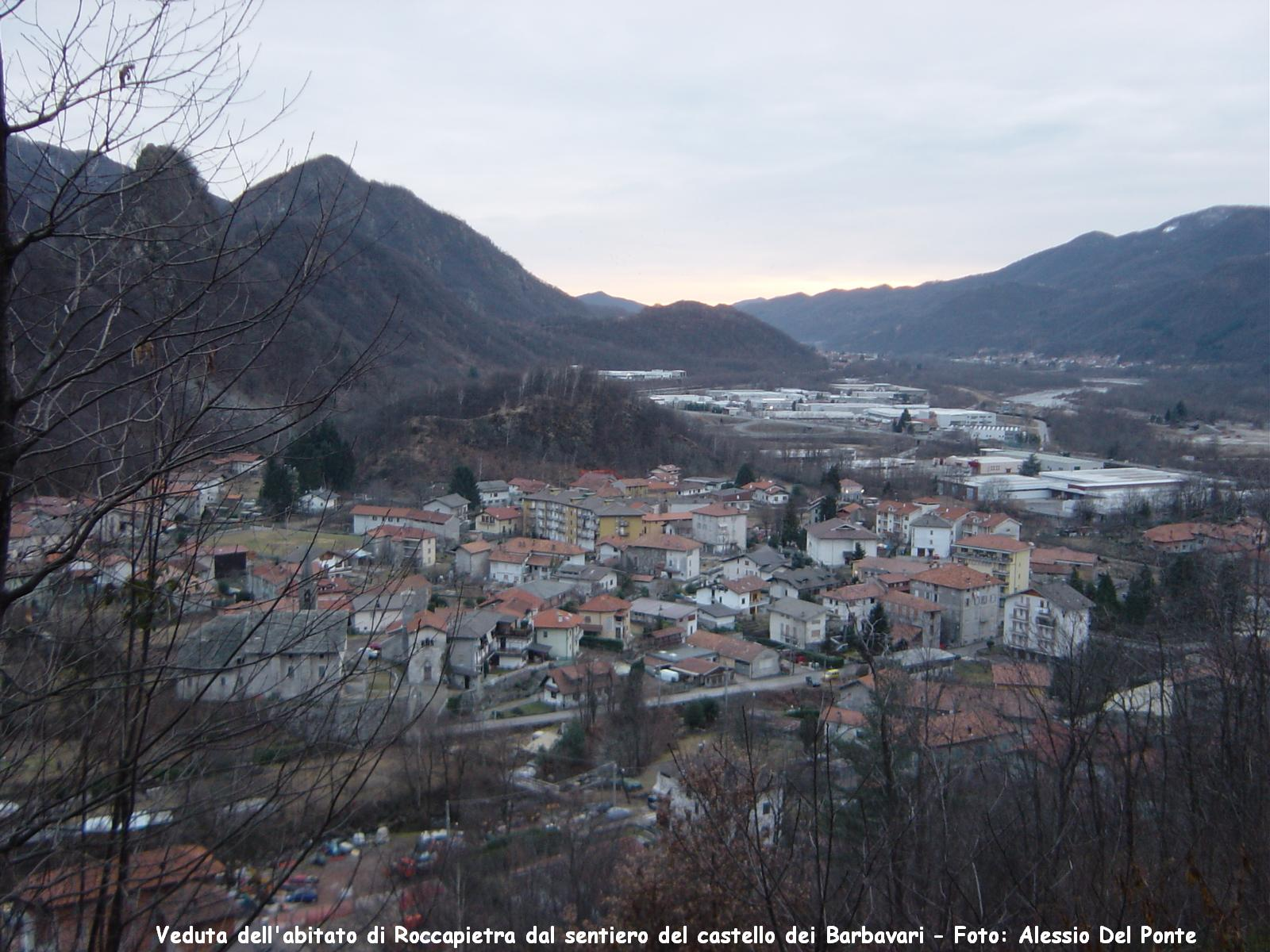
Veduta dell'abitato di Roccapietra
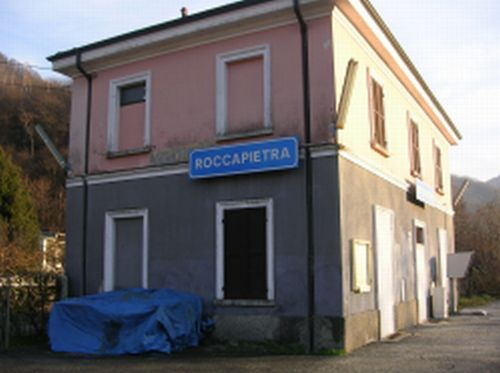
Stazione ferroviaria dismessa.